# Pusha T

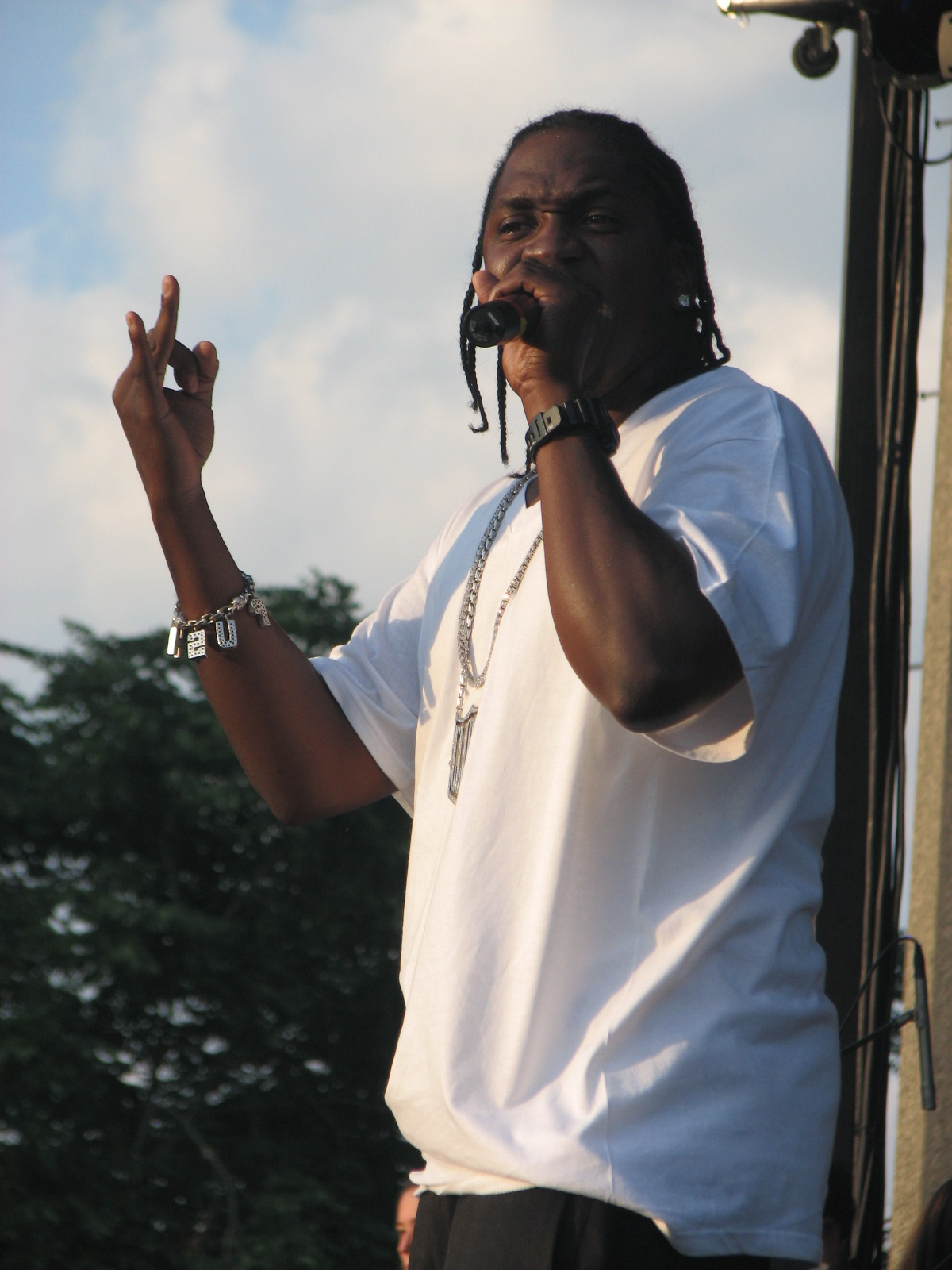
Pusha T (2007)

Pusha T (* 14. Mai 1977 in Bronx, New York; bürgerlich Terrence Thornton) ist ein US-amerikanischer Rapper.

## Karriere
Thornton trat zunächst mit seinem Bruder Gene als Hip-Hop-Gruppe Clipse auf. Mit Hilfe von Pharrell Williams bekamen sie einen Vertrag bei dem Label Elektra Records, bei dem sie 1997 ihr erstes Album Exclusive Audio Footage veröffentlichten. Thornton machte zudem durch Gastbeiträge auf Singles von Kelis und Nivea auf sich aufmerksam. Im Jahr 2004 gründeten Thornton und sein Bruder das Label Re-Up Records, bei dem sie auch die Rapper Ab-Liva und Sandman unter Vertrag nahmen. Dann veröffentlichten sie als Gruppe Re-Up Gang 2008 das Album Clipse presents: Re-Up Gang. Im Jahr 2009 gab Pusha T bekannt, er wolle nun seine Solokarriere starten.
Im September 2010 wurde bekannt, dass Thornton bei Kanye Wests Label GOOD Music unterschrieben hatte. Am 21. März 2011 erschien dann seine erste Veröffentlichung über das Label, das Mixtape Fear of God. Im Jahr 2012 erschien ein Album von GOOD Music mit dem Titel Cruel Summer, auf dem Thornton vertreten war. Außerdem ist er auf Touren von Kanye West als dessen Back-Up-Rapper unterwegs. Sein erstes Studioalbum My Name Is My Name erschien im Oktober 2013.

## Diskografie

### Studioalben
| Jahr | Titel                                        | Höchstplatzierung, Gesamtwochen, AuszeichnungChartplatzierungen (Jahr, Titel, Platzierungen, Wochen, Auszeichnungen, Anmerkungen) | Höchstplatzierung, Gesamtwochen, AuszeichnungChartplatzierungen (Jahr, Titel, Platzierungen, Wochen, Auszeichnungen, Anmerkungen) | Höchstplatzierung, Gesamtwochen, AuszeichnungChartplatzierungen (Jahr, Titel, Platzierungen, Wochen, Auszeichnungen, Anmerkungen) | Höchstplatzierung, Gesamtwochen, AuszeichnungChartplatzierungen (Jahr, Titel, Platzierungen, Wochen, Auszeichnungen, Anmerkungen) | Höchstplatzierung, Gesamtwochen, AuszeichnungChartplatzierungen (Jahr, Titel, Platzierungen, Wochen, Auszeichnungen, Anmerkungen) | Anmerkungen                             |
| Jahr | Titel                                        | DE | AT | CH | UK | US | Anmerkungen                             |
| ---- | -------------------------------------------- | --- | --- | --- | --- | --- | --------------------------------------- |
| 2013 | My Name Is My Name                           | — | — | CH98 (1 Wo.)CH | UK56 (1 Wo.)UK | US4 (11 Wo.)US | Erstveröffentlichung: 8. Oktober 2013   |
| 2015 | King Push – Darkest Before Dawn: The Prelude | — | — | — | — | US20 (5 Wo.)US | Erstveröffentlichung: 18. Dezember 2015 |
| 2018 | Daytona                                      | DE86 (1 Wo.)DE | — | CH25 (2 Wo.)CH | UK13 (3 Wo.)UK | US3 (7 Wo.)US | Erstveröffentlichung: 25. Mai 2018      |
| 2022 | It’s Almost Dry                              | DE37 (1 Wo.)DE | AT21 (1 Wo.)AT | CH15 (1 Wo.)CH | UK7 (2 Wo.)UK | US1 (7 Wo.)US | Erstveröffentlichung: 22. April 2022    |

### Kollaboalben
- 2012: Cruel Summer (mit GOOD Music)

### Mixtapes
- 2011: Fear of God
- 2013: Wrath of Caine

### Singles als Leadmusiker
| Jahr | Titel Album                         | Höchstplatzierung, Gesamtwochen, AuszeichnungChartplatzierungen (Jahr, Titel, Album, Platzierungen, Wochen, Auszeichnungen, Anmerkungen) | Höchstplatzierung, Gesamtwochen, AuszeichnungChartplatzierungen (Jahr, Titel, Album, Platzierungen, Wochen, Auszeichnungen, Anmerkungen) | Anmerkungen                                                         |
| Jahr | Titel Album                         | UK | US | Anmerkungen                                                         |
| --- | ----------------------------------- | --- | --- | ------------------------------------------------------------------- |
| 2022 | Neck & Wrist It’s Almost Dry        | — | US76 (2 Wo.)US | Erstveröffentlichung: 6. April 2022 feat. Jay-Z & Pharrell Williams |
| Folgende Lieder erschienen nicht als Single, wurden aber durch das Album zum Download und Streaming bereitgestellt und konnten somit eine Platzierung erlangen: |                                     | | |                                                                     |
| |                                     | | |                                                                     |
| 2018 | If You Know You Know Daytona        | UK93 (1 Wo.)UK | US73 Gold · (1 Wo.)US |                                                                     |
| 2018 | What Would Meek Do? Daytona         | UK100 (1 Wo.)UK | US75 (1 Wo.)US | feat. Kanye West                                                    |
| 2018 | Infrared Daytona                    | — | US65 (1 Wo.)US |                                                                     |
| 2018 | The Games We Play Daytona           | — | US100 Gold · (1 Wo.)US |                                                                     |
| 2022 | Dreamin of the Past It’s Almost Dry | UK80 (1 Wo.)UK | US81 (1 Wo.)US | feat. Kanye West                                                    |
| 2022 | Rock n Roll It’s Almost Dry         | UK98 (1 Wo.)UK | US78 (1 Wo.)US | feat. Kanye West & Kid Cudi                                         |
| 2022 | Scrape It Off It’s Almost Dry       | — | US59 (1 Wo.)US | feat. Lil Uzi Vert & Don Toliver                                    |
| 2022 | Brambleton It’s Almost Dry          | — | US100 (1 Wo.)US |                                                                     |

Weitere Singles
- 2011: Trouble on My Mind (feat. Tyler, the Creator)
- 2011: Amen (feat. Kanye West & Young Jeezy)
- 2012: Pain (feat. Future)
- 2016: Drug Dealers Anonymous (feat. Jay-Z)
- 2018: The Story of Adidon

### Singles als Gastmusiker
| Jahr | Titel Album                               | Höchstplatzierung, Gesamtwochen, AuszeichnungChartplatzierungen (Jahr, Titel, Album, Platzierungen, Wochen, Auszeichnungen, Anmerkungen) | Höchstplatzierung, Gesamtwochen, AuszeichnungChartplatzierungen (Jahr, Titel, Album, Platzierungen, Wochen, Auszeichnungen, Anmerkungen) | Höchstplatzierung, Gesamtwochen, AuszeichnungChartplatzierungen (Jahr, Titel, Album, Platzierungen, Wochen, Auszeichnungen, Anmerkungen) | Höchstplatzierung, Gesamtwochen, AuszeichnungChartplatzierungen (Jahr, Titel, Album, Platzierungen, Wochen, Auszeichnungen, Anmerkungen) | Höchstplatzierung, Gesamtwochen, AuszeichnungChartplatzierungen (Jahr, Titel, Album, Platzierungen, Wochen, Auszeichnungen, Anmerkungen) | Anmerkungen                                                                            |
| Jahr | Titel Album                               | DE | AT | CH | UK | US | Anmerkungen                                                                            |
| --- | ----------------------------------------- | --- | --- | --- | --- | --- | -------------------------------------------------------------------------------------- |
| 2010 | Runaway My Beautiful Dark Twisted Fantasy | — | — | CH56 (2 Wo.)CH | UK23 Platin · (15 Wo.)UK | US12 ×5Fünffachplatin · (13 Wo.)US | Erstveröffentlichung: 4. Oktober 2010 Kanye West feat. Pusha T                         |
| 2012 | Mercy Cruel Summer                        | — | — | — | UK55 Gold · (4 Wo.)UK | US13 ×7Siebenfachplatin · (32 Wo.)US | Erstveröffentlichung: 6. April 2012 Kanye West feat. Big Sean, 2 Chainz & Pusha T      |
| 2012 | New God Flow Cruel Summer                 | — | — | — | — | US89 (1 Wo.)US | Erstveröffentlichung: 21. Juli 2012 Kanye West feat. Pusha T                           |
| 2014 | Move That Doh Honest                      | — | — | — | — | US46 Platin · (18 Wo.)US | Erstveröffentlichung: 6. Februar 2014 Future feat. Pharrell Williams, Pusha T & Casino |
| Folgende Lieder erschienen nicht als Single, wurden aber durch das Album zum Download und Streaming bereitgestellt und konnten somit eine Platzierung erlangen: |                                           | | | | | |                                                                                        |
| |                                           | | | | | |                                                                                        |
| 2017 | Good Goodbye One More Light               | DE65 (2 Wo.)DE | AT69 (1 Wo.)AT | CH49 (2 Wo.)CH | UK— SilberUK | — | Linkin Park feat. Pusha T & Stormzy                                                    |
| 2018 | Feel the Love Kids See Ghosts             | — | — | — | — | US47 Gold · (1 Wo.)US | Kids See Ghosts feat. Pusha T                                                          |
| 2021 | Tell the Vision Faith                     | — | — | CH50 (1 Wo.)CH | UK55 (1 Wo.)UK | US49 (1 Wo.)US | Pop Smoke feat. Kanye West & Pusha T                                                   |

Weitere Gastbeiträge
- 1999: Good Stuff (Kelis feat. Pusha T)
- 2001: Run Away (I Wanna Be with You) (Nivea feat. Pusha T)
- 2002: So Appalled (Kanye West feat. Jay-Z, Pusha T, RZA, Cyhil Da Prynce & Swizz Beatz; US: Gold)
- 2010: Maybach Music 2.5 (Rick Ross feat. T-Pain & Pusha T)
- 2011: What Do You Take Me For? (Pixie Lott feat. Pusha T)
- 2011: Don’t Like.1 (Kanye West feat. Chief Keef, Pusha T, Big Sean & Jadakiss; US: Platin)
- 2013: Tadow (P.A.P.I feat. French Montana, 2 Chainz & Pusha T)
- 2013: Boss Bitches & Fast Cars (Red Café feat. Pusha T & Fabolous)
- 2014: No Flex Zone (Remix) (Rae Sremmurd feat. Pusha T & Nicki Minaj)
- 2014: Maybe (Teyana Taylor feat. Pusha T & Yo Gotti; US: Gold)
- 2016: Unstoppable (Perfect Isn’t Pretty Mix – Ariel Rechtshaid Version) (Sia feat. Pusha T & Olodum)
- 2016: Wrist (Logic feat. Pusha T; US: Gold)
- 2017: Let Me Out (Gorillaz feat. Mavis Staples & Pusha T)
- 2018: Miami (Valee feat. Pusha T)